# 吴德华
吴德华（1965年1月—），男，汉族，湖南新化人，1992年11月加入中国共产党，大连理工大学公共管理硕士学历。中华人民共和国政治人物。

## 人物经历
吴德华早年在新化县第一中学任教，1989年步入政坛，先后在中共新化县委、娄底地（市）委任职，2004年，转任中共冷水江市委副书记，2009年，升任中共双峰县委副书记、县人民政府县长，2011年11月，接替刘事青成为中共双峰县委书记。
2016年8月，不再担任中共双峰县委书记，转任中共娄底市委第一副秘书长，2019年起兼任同市人民政府外事办主任、港澳办主任。
2022年，转任中共娄底市委二级巡视员、市委考核工作领导小组副组长，2022年12月，当选为娄底市第六届人大常委会副主任。
吴德华也是娄底市第五届政协委员、娄底市第六届人大代表。